# Đặng Văn Thành (doanh nhân)
Đặng Văn Thành (sinh ngày 11 tháng 4 năm 1960) là doanh nhân người Việt gốc Hoa.

## Tiểu sử
Đặng Văn Thành, sinh ngày 11 tháng 4 năm 1960 tại Sài Gòn, xuất thân từ một gia đình có cha là đông y sĩ người Hoa gốc Hải Nam.

## Sự nghiệp
Ông đi nghĩa vụ quân sự từ năm 1978 tới 1980. Đặng Văn Thành khởi đầu từ nghề kinh doanh mật rỉ từ cuối thập niên 1980 với cơ sở Thành Công sản xuất kinh doanh cồn, CO2 và mật rỉ đường dùng trong sản xuất bột ngọt, cồn, men thực phẩm, chế biến thức ăn gia súc...
Từ 1989 – 1990 ông là Chủ nhiệm HTX tín dụng Thành Công.
Từ 1993 – 1994 ông trở thành Ủy viên HĐQT Ngân hàng TMCP Sài Gòn Thương Tín. Từ năm 1995 cho tới khi xuống chức vào ngày 02.11.2012 ông đã là Chủ tịch Hội đồng quản trị Sacombank liên tục trong 18 năm.
Ba công ty chính liên quan đến nghiệp kinh doanh của gia đình ông Đặng Văn Thành là Sacombank (ngân hàng), Thành Thành Công (mía đường) và Sacomreal (bất động sản).
Tập đoàn Thành Thành Công (TTC) ra đời từ những năm 1979 với ngành nghề kinh doanh ban đầu là chuyên sản xuất kinh doanh cồn, CO2 và mật rỉ đường dùng trong sản xuất bột ngọt, cồn, men thực phẩm, chế biến thức ăn gia súc.
Tuy nhiên, TTC chỉ tăng trưởng mạnh kể từ giai đoạn 2006-2007 đúng vào giai đoạn hoạt động ngân hàng Sacombank ở thời kỳ đỉnh cao. Lúc đó, cổ phiếu Sacombank cũng được đưa lên sàn chứng khoán giao dịch với sự chào đón rất nồng nhiệt từ các nhà đầu tư. TTC bằng sự hỗ trợ của nguồn tín dụng đã đi lên như diều gặp gió. Sự phát triển nhanh chóng của TTC trong thời kỳ đó có phần nhờ sự hỗ trợ đắc lực của nguồn vốn ngân hàng, đặc biệt là Sacombank, nơi ông Thành giữ chức chủ tịch.
Tuy nhiên Sacombank đã bị gia đình ông Trầm Bê thâu mua (6,78%) và vào ngày 29 tháng 9 năm 2014 được phép sáp nhập vào Ngân hàng TMCP Phương Nam (Southern Bank) cũng thuộc gia đình ông ta (hơn 20% cổ phần). (mặc dầu Eximbank là cổ đông lớn (nắm hơn 10% cổ phần Sacombank), đại diện cho nhóm cổ đông nắm giữ tới 51% cổ phần Sacombank). Thậm chí, ông và con trai là Đặng Hồng Anh gán 80 triệu cổ phần, tương đương 7,4% vốn của Sacombank để cấn trừ nợ.
Nguyên nhân được ban điều hành mới đưa ra là để cấn trừ vào các khoản cho vay, đầu tư cổ phiếu và các khoản khác mà nhóm công ty thuộc nhóm TTC đang thiếu tại Sacombank. Cụ thể, có khoảng gần 172 tỷ đồng từ công ty Tín Việt; trên 678 tỷ đồng tại Sacomreal; hơn 329 tỷ đồng đầu tư vào trái phiếu Sacomreal; 18 tỷ đồng cho vay Thành Thành Công; khoảng 192 tỷ đồng đầu tư vào trái phiếu Thành Thành Công; hơn 148 tỷ đồng đầu tư vào trái phiếu công ty Đặng Huỳnh; gần 59 tỷ đồng cho vay công ty Thành Ngọc.
Đổi lại, TTC đã chuyển hóa các khoản nợ đó tài sản tạo ra một khởi đầu mới cho sự phát triển sự nghiệp của ông cùng gia đình.

## Tài sản
Tính đến ngày 03/11/2012, ông Đặng Văn Thành là người giàu thứ 16 trên sàn chứng khoán Việt Nam với lượng cổ phiếu STB trị giá 798 tỷ đồng. Con trai cả của ông Thành là ông Đặng Hồng Anh ở vị trí thứ 17 với lượng cổ phiếu trị giá 767 tỷ đồng. 
Theo hợp đồng ủy quyền ngày 10/12/2012 giữa gia đình ông Đặng Văn Thành và Ngân hàng Sacombank, hai bên đồng ý về việc nhận chuyển nhượng số cổ phần (79,84 triệu cổ phiếu STB) với tổng giá trị là 1.597 tỷ đồng để cấn trừ vào khoản cho vay của gia đình ông để đầu tư trái phiếu và vào các công ty con.
Từ ngày 10/05/2013, ông Đặng Văn Thành chỉ còn nắm giữ gần 17,7 triệu cổ phiếu, tương đương 1,82% cổ phiếu STB đang lưu hành và ông Đặng Hồng Anh nắm giữ hơn 37,1 triệu cổ phiếu STB, tương đương 3,81% lượng cổ phiếu STB đang lưu hành.

## Gia đình
Ông Đặng Văn Thành và bà Huỳnh Bích Ngọc có bốn người con. Hai người con lớn Đặng Hồng Anh và Đặng Huỳnh Ức My đã theo cha mẹ kinh doanh từ lâu.
Bà Huỳnh Bích Ngọc hiện tại là phó Chủ tịch HĐQT công ty cổ phần đầu tư Thành Thành Công và là phó chủ tịch thường trực HĐQT của CTCP Địa ốc Sài Gòn Thương Tín - Sacomreal.
Ông Đặng Hồng Anh (37 tuổi) hiện đang nắm giữ 23.775.456 cổ phiếu của CTCP Địa ốc Sài Gòn Thương Tín - Sacomreal (chiếm 10,43%).
Bà Đặng Huỳnh Ức My (36 tuổi) theo mẹ kinh doanh trong lĩnh vực mía đường. Hiện bà Ức My là chủ tịch HĐQT Công ty CP Thành Thành Công Biên Hòa (TTC AgriS) (HOSE: SBT) và Công ty CP Xuất nhập khẩu Bến Tre (Betrimex).
.